# Hata Shunroku

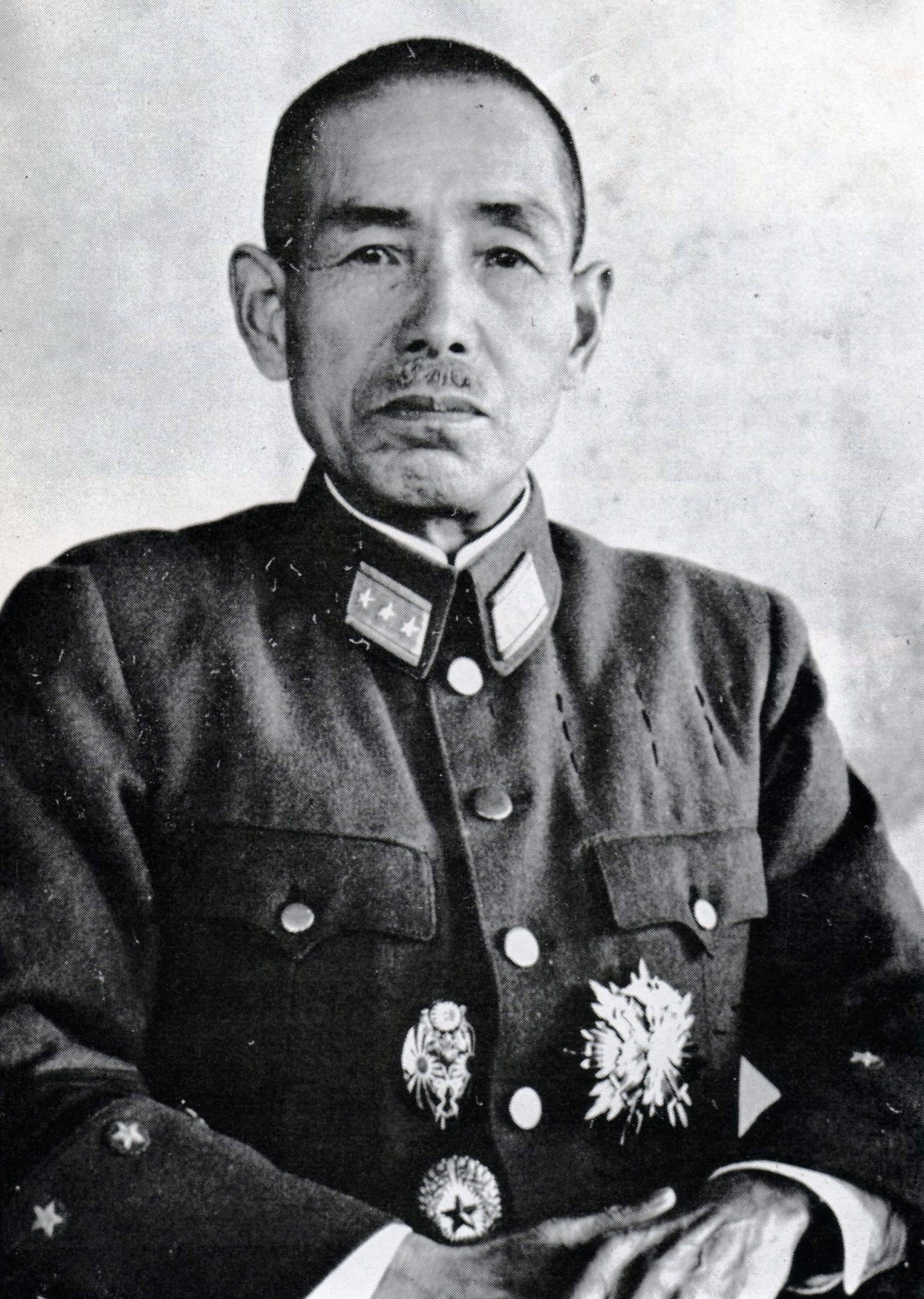
Hata Shunroku

Hata Shunroku (jap. 畑 俊六; * 26. Juli 1879 in der Präfektur Fukushima; † 10. Mai 1962 in Tanagura (Fukushima)) war japanischer Heeresminister und Generalfeldmarschall (Gensui) im Zweiten Weltkrieg.

## Leben
Hata Shunroku wurde 1879 in einer Samurai-Familie geboren. Sein Vater Shunzo war Mitglied der Aizu-Domäne und nahm während der Meiji-Restauration am Boshin-Krieg teil. Sein älterer Bruder Eitaro Hata (1872–1930), der ebenfalls General wurde, starb als Oberbefehlshaber der Kwantung-Armee. Er trat im Alter von 6 Jahren in die normale Grundschule von Yotsuya ein und wechselte im Alter von 12 Jahren mit der Familie den Wohnort nach Hakodate. Nach dem frühen Tod des Vaters kam er nach Tokio und absolvierte nach der höheren Daiichi-Jugendschule ab September 1896 die Offiziersschule des Heeres. Er wurde im Juni 1903 zum Hauptmann befördert und machte im Dezember 1906 seinen Abschluss an der höheren Artillerieschule der kaiserlichen Armee.
Am 2. März 1926 erfolgte seine Beförderung zum Generalmajor und die Ernennung zum Kommandeur der 4. schweren Artilleriebrigade. Ab Juli 1927 diente er im Generalstab der 4. Division und ab 10. August 1928 als Generalstabschef derselben Einheit. Am 1. August 1931 wurde er zum Generalleutnant ernannt und übernahm Anfang August 1933 die Führung der 14. Division der Kaiserlich Japanischen Armee, die 1932 beim ersten Shanghai-Zwischenfall nach China entsandt worden war. Nach seiner Rückkehr war er unter anderem Chef des Luftfahrthauptquartiers, dann Kommandeur der japanischen Truppen auf Taiwan (1936) und Generalinspekteur der Militärausbildung (1937).
Hata wurde am 1. November 1937 zum Armeegeneral befördert und im Februar des Jahres 1938 zum Oberbefehlshaber der neugebildeten Zentralchina-Expeditionsarmee ernannt. Als solcher leitete er die Operationen der Armee gegen Xuzhou und die Operation gegen Wuhan vom Juni bis zum Oktober 1938. Dabei unterstand Hata neben der 11. Armee (Okamura) auch die 2. Armee (Higashikuni), die seinem Befehl im Juli 1938 unterstellt wurde.
Im Jahr 1939 bekleidete er zeitweise die Position des Aide-de-camp beim japanischen Kaiser. Zeitgleich 1939 berief man Hata ins Kabinett von Abe Nobuyuki als Heeresminister. Dieses Amt bekleidete er auch im folgenden Kabinett von Yonai Mitsumasa 1940. Indessen stürzte das Kabinett des Admirals Yonai auf Grund des Rücktritts des Heeresministers Hata. Mit seinem Rücktritt hatte Hata dem Druck des Heeres nachgegeben, das die prowestliche Außenpolitik Yonais nicht länger unterstützte. Damit war der Weg geebnet für den Dreimächtepakt, der noch im selben Jahr 1940 vom Kabinett Konoe Fumimaros und dessen Außenminister Matsuoka Yōsuke ausgehandelt und unterzeichnet wurde. Von März 1941 bis November 1944 war Hata schließlich Oberbefehlshaber der japanischen Expeditionsarmee in China. Am 2. Juni 1944 zum Feldmarschall ernannt leitete er von April bis November 1944 leitete Hata die Ichigō-Offensive. Vom 8. April bis 30. November 1945 war er Oberbefehlshaber der 2. Hauptarmee.
Hata Shunroku stand beim Internationalen Kriegsverbrechertribunal in Tōkyō unter Anklage, da er den Sturz des Kabinetts Yonai 1940 zu verantworten und als Oberbefehlshaber Gräueltaten des japanischen Militärs in China geduldet hatte. Aufgrund dessen wurde er 1948 zu lebenslanger Haft verurteilt, allerdings 1955 vorzeitig aus dem Negamo-Gefängnis entlassen. Im Mai 1962 brach er während der Enthüllungszeremonie des Denkmals für die Kriegstoten in der Stadt Tanagura zusammen und starb im Alter von 82 Jahren an einer intrazerebralen Blutung.
| Personendaten    | Personendaten                                       |
| ---------------- | --------------------------------------------------- |
| NAME             | Hata, Shunroku                                      |
| ALTERNATIVNAMEN  | 畑俊六 (japanisch)                                  |
| KURZBESCHREIBUNG | japanischer Kriegsminister und Generalfeldmarschall |
| GEBURTSDATUM     | 26. Juli 1879                                       |
| GEBURTSORT       | Präfektur Fukushima                                 |
| STERBEDATUM      | 10. Mai 1962                                        |
| STERBEORT        | Tanagura (Fukushima)                                |